# Conselho regional (Israel)
O conselho regional  é um tipo de  Administração territorial de Israel, que governa populações e comunidades rurais localizadas numa área relativamente próxima. Cada comunidade, que não pode superar os 2.000 habitantes, é gerenciada por um comitê local que envia representantes ao conselho administrativo regional.
O Ministério do interior reconhece três tipos de administração local: Cidade, Conselho local e Conselho regional. Existem, em Israel, 54 conselhos regionais.